# Harald Dickerhof
Harald Dickerhof (* 6. November 1941 in Neustadt an der Weinstraße; † 9. September 2010) war ein deutscher Historiker.

Harald Dickerhof studierte Geschichte und Englisch an der Universität München. Er wurde 1967 promoviert in München mit der Arbeit Land, Reich, Kirche im historischen Lehrbetrieb an der Universität Ingolstadt. Dort erfolgte 1973 ebenfalls die Habilitation. Von 1977 war er bis zu seiner Emeritierung 2009 Professor für mittelalterliche Geschichte an der Universität Eichstätt.
Seine Forschungsschwerpunkte waren die politischen Theorien des Mittelalters, die Historiographie und die Geschichte der Pädagogik. Dickerhof setzte sich unter anderem intensiv mit den Wechselwirkungen zwischen Schulen unterschiedlichster Art und den Universitäten sowie akademischen Bildungseinrichtungen auseinander.

## Schriften (Auswahl)
Monografien
- Land, Reich, Kirche im historischen Lehrbetrieb an der Universität Ingolstadt (Ignaz Schwarz 1690–1763) (= Ludovico Maximilianea. Forschungen und Quellen. Band 2). Duncker & Humblot, Berlin 1971, ISBN 3-428-02435-4 (Zugleich: München, Universität, Dissertation, 1967).

Herausgeberschaften
- Der hl. Willibald – Klosterbischof oder Bistumsgründer (= Eichstätter Studien. Neue Folge, Band 30). Pustet, Regensburg 1990, ISBN 3-7917-1262-4.
- Bildungs- und schulgeschichtliche Studien zu Spätmittelalter, Reformation und konfessionellem Zeitalter (= Wissensliteratur im Mittelalter. Schriften des Sonderforschungsbereichs 226 Würzburg/Eichstätt. Band 19). Reichert, Wiesbaden 1974, ISBN 3-88226-654-6.